# Hagendeel
Hagendeel – stacja metra hamburskiego na linii U2. Stacja została otwarta 2 czerwca 1985. Znajduje się w dzielnicy Lokstedt.

## Położenie
Dostęp do stacji metra znajduje się na skrzyżowaniu ulic "Hinter der Lieth" i "Liethwisch", a tym samym na południowym krańcu stacji, która ma tylko jedno wejście. Tytułowa ulica "Hagendeel" znajduje się około 200 metrów na wschód. Budynek jest konstrukcji stalowej z elementami szklanymi, w kolorze czerwonym. Automaty do sprzedaży biletów i informacja pasażerska znajdują się na parterze z widokiem na ulicę, po bokach znajdują się klatki schodowej prowadzące do peronów bocznych. Ze względu na brak windy, stacja nie jest przystosowana do obsługi osób niepełnosprawnych.